# 罗滕阿克
罗滕阿克是德国巴登-符腾堡州的一个市镇。总面积10.29平方公里，总人口2113人，其中男性1082人，女性1031人（2011年12月31日），人口密度205人/平方公里。